# Institut du cerveau et de la moelle épinière
L'Institut du cerveau et de la moelle épinière és una fundació francesa sense ànim de lucre que es dedica a l'estudi del cervell i malalties neurològiques o psiquiàtriques (Alzheimer, Parkinson, distonia, epilèpsia, esclerosi múltiple, ictus, càncer, demència, depressió, trastorn obsessiu-compulsiu, autisme, etc.) i també sobre la medul·la espinal (paraplegia, quadriplegia, etc.).
Va ser fundada el 24 de setembre de 2010 al lloc de l'hospital de la Pitié-Salpêtrière i reuneix 600 investigadors, enginyers i tècnics.

## Membres fundadors
L'ICM reuneix personalitats de tots els àmbits de la vida (medicina, esport, comerç, cinema, etc.) i que han posat les seves diverses àrees d'expertesa al servei de la Fundació: Gérard Saillant (president de la ICM), Yves Agid (director científic), Olivier Lyon-Caen, Luc Besson, Louis Camilleri, Jean Glavany, Maurice Lévy, Jean-Pierre Martel, Max Mosley, Lindsay Owen-Jones, Michael Schumacher, Jean Todt, David de Rothschild o Serge Weinberg.
Els patrocinadors de l'ICM són Jean Reno i Michelle Yeoh.

## Incubadora iPEPS
L'ICM acull una incubadora d'empreses. A partir del desembre del 2019, més de 27 empreses es van allotjar en aquesta incubadora.